# Jonah Williams (Footballspieler, 1997)
Jonah Williams (geboren am 17. November 1997 in Atlanta, Georgia) ist ein US-amerikanischer American-Football-Spieler auf der Position des Offensive Tackles. Er spielte College Football für die University of Alabama und wurde im NFL Draft 2019 in der ersten Runde von den Cincinnati Bengals ausgewählt. Seit 2024 spielt Williams für die Arizona Cardinals.

## College
Williams wuchs in Atlanta, Georgia auf und zog in der neunten Klasse mit seiner Familie nach Kalifornien. Dort besuchte er die Highschool in Folsom. Williams spielte an der Highschool erfolgreich Football und erhielt Stipendienangebote von zahlreichen College-Football-Programmen im Land. Er entschied sich für die University of Alabama und spielte ab 2016 College Football für die Alabama Crimson Tide.
Bereits als Freshman stand Williams als Right Tackle in der Stammformation der Crimson Tide. In seiner zweiten College-Saison wechselte er auf die Position des Left Tackles. Er wurde in das All-Star-Team der Southeastern Conference gewählt und gewann mit Alabama das College Football Playoff National Championship Game gegen die Georgia Bulldogs, das er im dritten Viertel verletzungsbedingt verlassen musste. In der Saison 2018 wurde Williams erneut in die All-Star-Auswahl der SEC berufen, zudem gewann er die Jacobs Blocking Trophy als bester Offensive Lineman der SEC und wurde zum Unanimous All-American gewählt. Williams bestritt insgesamt 44 Spiele für die Alabama Crimson Tide und stand in jeder Partie in der Startaufstellung. Nach der Saison 2018 gab er seine Anmeldung für den kommenden NFL Draft bekannt.

## NFL
Williams wurde im NFL Draft 2019 in der ersten Runde an 11. Stelle von den Cincinnati Bengals ausgewählt. Er war der erste Offensive Lineman, der in diesem Draft gewählt wurde. Williams sollte von Beginn an als Left Tackle der Bengals spielen, zog sich aber früh in der Saisonvorbereitung einen Labrumriss in der Schulter zu, infolge dessen er nach einer Operation seine gesamte Rookiesaison aussetzen musste. In der Saison 2020 wurde Williams dann als Stammspieler eingesetzt. Er kam in zehn Partien zum Einsatz, in sechs Spielen fehlte er verletzungsbedingt. In der Saison 2021 bestritt Williams sechzehn Partien der Regular Season von Beginn an, lediglich am letzten Spieltag setzte er aus, da die Bengals mehrere Stammspieler für die Play-offs schonten. Mit den Bengals erreichte er den Super Bowl LVI, den sie mit 20:23 gegen die Los Angeles Rams verloren. Vor der Saison 2022 zogen die Bengals die Fifth-Year-Option von Williams’ Rookievertrag. Nach drei Jahren als Left Tackle wechselte Williams 2023 infolge der Verpflichtung von Orlando Brown Jr. auf die Position des Right Tackles.
Im März 2024 unterschrieb Williams einen Zweijahresvertrag im Wert von 30 Millionen US-Dollar bei den Arizona Cardinals.